# Kopfjagd

Timoresen präsentieren die Köpfe ihrer Feinde, Ende des 19. Jahrhunderts

Als Kopfjagd bezeichnet man die Tötung eines Menschen, um dessen Kopf oder Schädel als Siegestrophäe zu erbeuten. Heute gibt es nur noch sehr wenige Naturvölker, die Kopfjagd betreiben, um das in den Schädeln vermutete Energiepotential magisch nutzbar zu machen. Die Kopfjagd ist nur in wenigen Fällen mit Kannibalismus verbunden und ist vor allem in Südostasien, Melanesien und im nordwestlichen Tiefland Südamerikas verbreitet.

## Geschichte

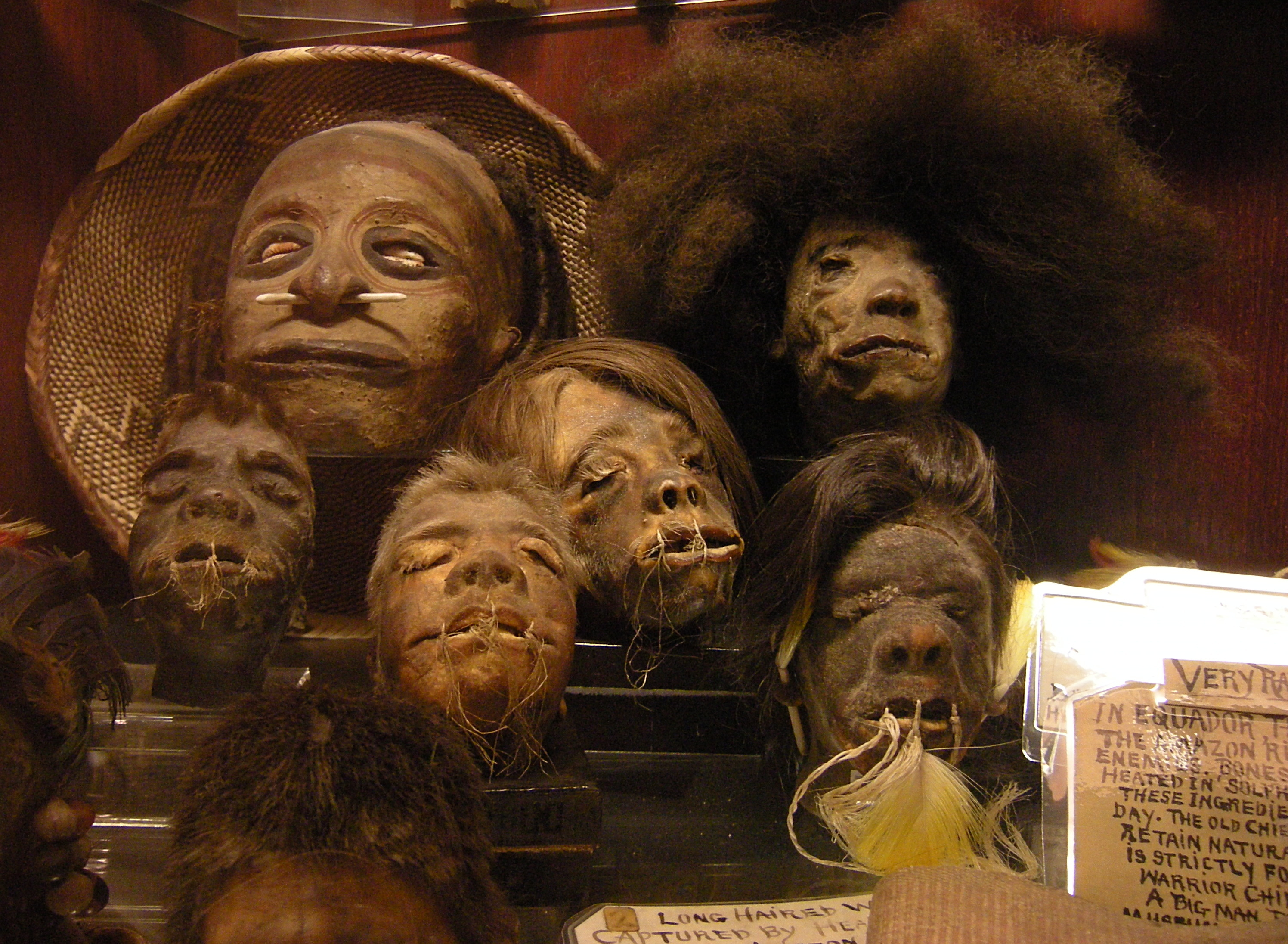
Kopftrophäen, vor allem Schrumpfköpfe, in einem Kuriositätenladen in Seattle

Die Kopfjagd zählt zu den ältesten Ritualen überhaupt und war überall auf der Welt verbreitet. Auch in Europa sind Geschichten überliefert, bei denen man aus Schädeln trank. Die Kopfjagd war eine feste Tradition der keltischen Kriegerkultur während der Eisenzeit. Kopftrophäen waren zu dieser Zeit verbreiteter Bestandteil des Zaumzeuges keltischer Reiter. In China und in Japan wurden Köpfe als Kriegstrophäen gesammelt. Die Kopfjagd wurde bis ins 20. Jahrhundert noch bei einigen Völkern in Südostasien, Westafrika, Südamerika, Melanesien und Taiwan betrieben.
Zu den bekanntesten Völkern gehören in Südostasien die Dayak auf Borneo. Die Kopfjagd bei den früher sogenannten Alfuren auf den Molukken ist eher eine spekulative Zuschreibung, dagegen war bis zur Mitte des 20. Jahrhunderts die Kopfjagd auf Neuguinea verbreitet und wurde besonders aggressiv bei den Marind-anim, Sawi, Asmat und den Iatmul praktiziert. Bei Ritualen um Schädelkulte und Kopfjagd kam häufig eine Schlitztrommel (garamut) zum Einsatz. Bei einer 1952 bei den Asmat beobachteten Zeremonie wurde die Enthauptung von zwei Frauen durchgeführt.
Im zentralen Bergland auf der nordphilippinischen Insel Luzon waren mehrere Völker Kopfjäger, unter ihnen die Igorot und Ifugao. Bei der Rückkehr von einer erfolgreichen Kopfjagd spielte für die Männer ein Ensemble mit mehreren zeremoniellen Flachgongs gangsa.
Südamerikanische Kopfjäger präparierten ihre Trophäen häufig zu Schrumpfköpfen. Eine Sonderform der Kopfjagd ist das Skalpieren (Nordamerika, Europa).

## Sinn und Bedeutung
Kopfjagden dienten der Abschreckung und Demoralisierung des Gegners oder der Steigerung des sozialen Ansehens der tötenden Person.
In einigen Kulturen glaubte man, dass die im Kopf vermutete Lebenskraft des Opfers auf den Kopfjäger übergehen sollte. Der amerikanische Anthropologe Weston La Barre versuchte zu zeigen, dass die steinzeitliche Kopfjagd vom Verständnis des Hirns als vermeintlichem Vorrat angestauten Spermas, des primitiven Inbegriffs von Lebens-Mark, ausgegangen sei.